# Амеліна Вікторія Юріївна
Вікторія Юріївна Амеліна (до шлюбу Шаламай; 1 січня 1986, Львів — 1 липня 2023, Дніпро) — українська письменниця та громадська діячка. Кавалерка ордена «За заслуги» III ступеня (2024, посмертно), лауреатка премії Конрада.

## Біографія
Вікторія Шаламай народилась у Львові. У 14 років емігрувала до Канади, однак скоро повернулася в Україну. Здобула ступінь магістра комп'ютерних технологій у НУ «Львівська політехніка». Працювала програмісткою та керівницею у міжнародних IT компаніях. Станом на листопад 2015 Вікторія Амеліна призупинила кар'єру в IT заради письменницької роботи.
Лавреатка національної премії Коронація Слова 2014 за лірику.
У 2014 році Вікторія Амеліна дебютувала в літературі з романом «Синдром листопаду, або Homo Compatiens», що вийшов у видавництві «Discursus». Передмову до дебютного роману написав Юрій Іздрик. Роман увійшов у десятку рейтингу «ЛітАкцент–2014».
Брала участь у таких заходах і міжнародних фестивалях, як Форум Видавців у Львові, Міжнародний фестиваль оповідання «Intermezzo» у Вінниці, фестиваль «Read My World» в Амстердамі тощо.
У 2015 році роман «Синдром листопаду, або Homo Compatiens» був перевиданий у видавництві «Віват». У 2015 році роман був номінований на премію Валерія Шевчука та увійшов до короткого списку премії.
У 2016 році одразу дві книжки Вікторії Амеліної стали призерами конкурсу, оголошеного Міжнародним фестивалем «Запорізька книжкова толока — 2016»: роман «Синдром листопаду, або Homo Compatiens» у номінації «Українська художня література. Проза», «Хтось, Або Водяне Серце» — у номінації «Дитяча література».
У 2017 році у видавництві Старого Лева вийшов роман «Дім для Дома». В романі «Дім для Дома» розповідається про родину радянського льотчика, яка отримала квартиру в серці Львова, де провів дитинство польський письменник єврейського походження Станіслав Лем. Цю квартиру і стару скриню в ній Лем описав у автобіографічному романі «Високий замок». В романі «Дім для Дома» цю скриню зі старими секретами мріє відчинити наймолодша з героїнь.
«Дім для Дома» визнано найкращою українською прозовою книгою 2017 на фестивалі Запорізька Книжкова Толока.
Роман «Дім для Дома» увійшов до коротких списків премій ЛітАкцент року та премії Міста Літератури ЮНЕСКО, літературної премії Європейського Союзу.
Вікторія Амеліна багато подорожувала світом, від Тибету до Кремнієвої долини. Час від часу публікувала колонки в інтернет-газеті Збруч, НВ.
Член Українського ПЕН.
У 2021 році Вікторія Амеліна стала лауреаткою літературної Премії імені Джозефа Конрада. Того ж року заснувала Нью-Йоркський літературний фестиваль, що відбувався в селищі Нью-Йорк Бахмутського району Донецької області.
З початку російського вторгнення в Україну Вікторія Амеліна доєдналася до громадської організації Truth Hounds, яка документує воєнні злочини. У вересні 2022 року саме Вікторія Амеліна знайшла захований в саду щоденник закатованого росіянами Володимира Вакуленка в с. Капитолівка на Ізюмщині. Згодом Вікторія Амеліна представляла спадщину Вакуленка в харківському літературному музеї. Вона чимало часу приділяла документуванню воєнних злочинів, дослідженню війни.

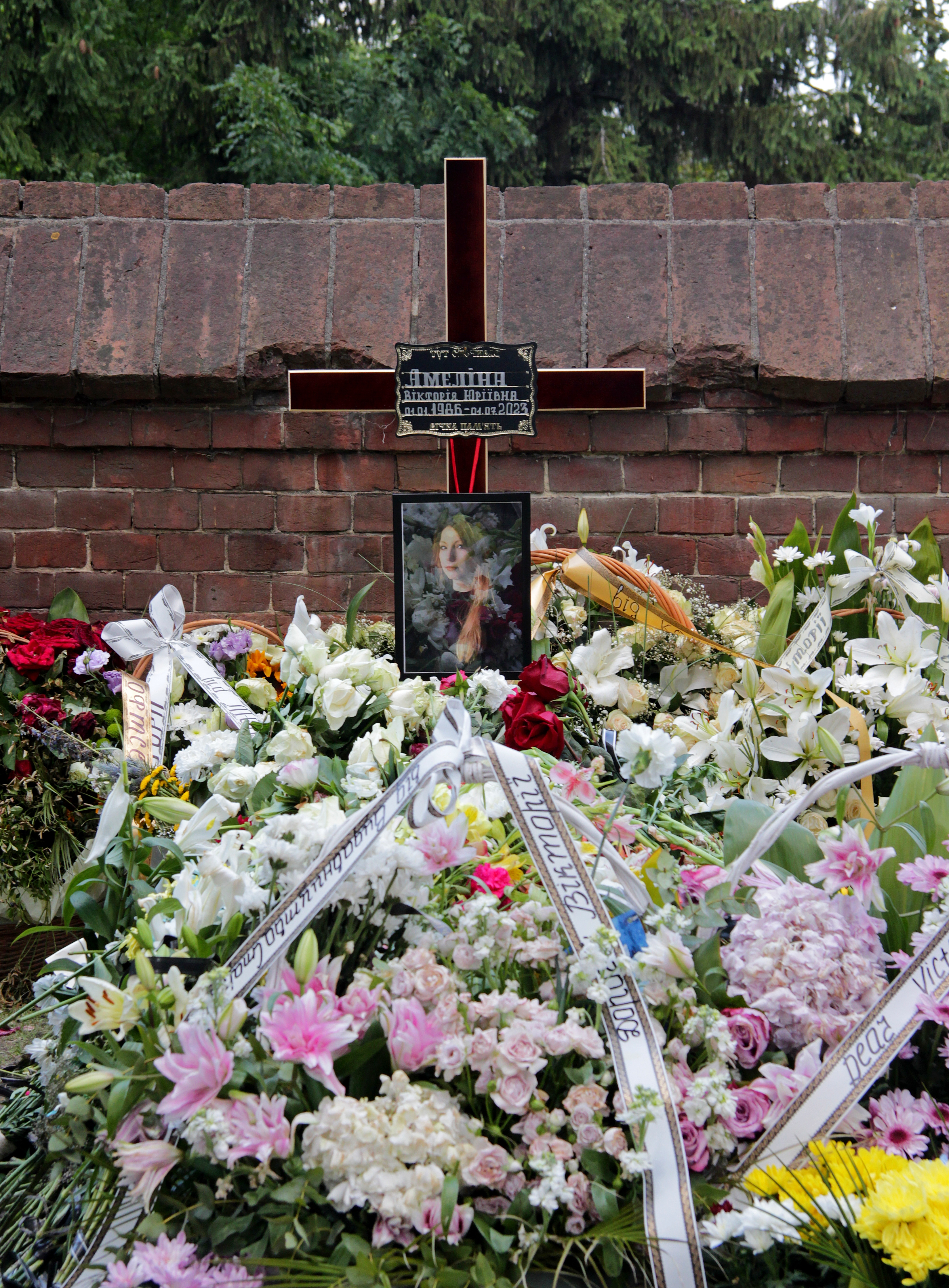
Могила Вікторії Амеліної на 78 полі Личаківського цвинтаря

«Великий роман про війну не має бути один, цих історій має бути багато. Наша сила — у різноманітності, багатоголоссі історій, треба збирати всі свідчення, розповіді. Такою горизонтальною стане наша література. У масштабах країни ми очікуємо, що люди звертатимуться не лише до психотерапевтів, але й до мистецтва. І дуже важливо, аби зв'язок між тими, хто творить культуру, та тими, хто її споживає, налагодився», — так говорила Вікторія Амеліна влітку 2022 року під час дискусії учасників і учасниць Українського ПЕН в Kharkiv Media.
27 червня 2023 року Вікторія перебувала у Краматорську разом із делегацією колумбійських журналістів та письменників. Коли вони вечеряли в ресторані у центрі міста, російські окупанти завдали ракетного удару по цій будівлі, внаслідок чого Амеліна отримала тяжкі поранення. Попри зусилля лікарів, 1 липня 2023 року Вікторія Амеліна померла від отриманих ран в лікарні Мечникова у Дніпрі. У письменниці залишився 10-річний син.
Похована у Львові, на 78-му полі Личаківського цвинтаря.

## Вірші періоду повномасштабного вторгнення Росії в Україну

### З поетичної антології «Поміж сирен»
У Вікторії Амеліної кілька віршів об'єднані лейтмотивом втрати — загиблих військових (166 ст.), загиблих цивільних під час повітряної тривоги (167 ст.), дому (168 ст.). Співзвучні з відчуттями інших поетів, що пишуть про війну, зокрема у згаданій збірці, розуміння, що «реальність війни / з'їдає пунктуацію / зв'язність сюжету», і можливість у перші місяці писати лише поезію з тягучим розумінням, що все одно мова застара для нових обставин: «Уламки мови / схожі на поезію / але це не вона». Схоже на поезію, але це не вона — це поки що незрозуміла субстанція з підручних матеріалів мови, яку наразі нема часу відрефлексувати. Також у поетки є мотив раптового переривання — у вірші «Тривога» (170 ст.), де «влучив снаряд».

## Громадська позиція
У червні 2018 підтримала відкритий лист діячів культури, політиків і правозахисників із закликом до світових лідерів виступити на захист ув'язненого у Росії українського режисера Олега Сенцова й інших політв'язнів.
Виступала із промовою про Олега Сенцова й інших українських політв'язнів на 84-му всесвітньому ПЕН-конгресі.
На Франкфуртському книжковому ярмарку читала оповідання Олега Сенцова в перекладі англійською та брала участь в акції біля стенда Російської Федерації.
Вікторія Амеліна — засновниця Нью-Йоркського Літературного Фестивалю на Донеччині.

## Нагороди
- У жовтні 2023 року Вікторія Амеліна посмертно стала однією з номінанток премії «Читомо».
- Орден «За заслуги» III ступеня (22 січня 2024, посмертно) — за значні заслуги у зміцненні української державності, мужність і самовідданість, виявлені у захисті суверенітету та територіальної цілісності України, вагомий особистий внесок у розвиток різних сфер суспільного життя, сумлінне виконання професійного обов'язку[31].
- Премія Норвезької спілки письменників за свободу самовираження[en] (9 березня 2024, посмертно) — перший випадок в історії премії, коли нагороду присуджують після смерті письменника чи письменниці[32].
- Премія імені Джорджа Орвелла[en] (25 червня 2025, посмертно) — в категорії «Політичний нон-фікшн» за книжку «Дивлячись на жінок, які дивляться на війну»[33].

## Увічнення пам'яті
23 квітня 2024 року, на фасаді Львівської середньої загальноосвітньої школи І-III ступенів № 50 в якій навчалась Вікторія Амеліна відкрили меморіальну таблицю.